# Age of Wonders II: The Wizard's Throne
Age of Wonders II: The Wizard's Throne — покрокова стратегічна відеогра у фентезійному сетингу. Продовження першої частини (Age of Wonders). Гра була розроблена голландською студією Triumph Studios і видана для Windows 12 липня 2002 року.

## Ігровий процес
Age of Wonders особлива в своєму жанрі тим, що гравець немає можливості прибрати лідера з ігрової карти. В цій частині серії гравець бере на себе роль невмирущого чарівника, чиї здібності водночас неможливо поліпшити.
У новій частині ігрову мапу було зменшено. Через це збільшилась швидкість бою та зменшилась маневреність війська.
Також, тепер при отриманні нового рівня розвитку, герої, підлеглі чарівнику, обирають одну з трьох запропонованих навичок, залежно від свого класу. У минулій частині навички обиралися зі всього наявного списку.
В Age of Wonders магія реалізується через здібності лідерів та героїв. Глобальні чари можна застосовувати на деякій відстані від героя; використання заклинань у бою обмежується такими, де присутній герой зі здібностями до чаклування.
Age of Wonders II запровадила нову систему так званих «доменів»; чарівник має можливість застосовувати чари в межах свого «домену» чи «домену» союзного чарівника. Магічні домени можуть накладатися один на одного. Коли чарівник присутній у вежі чарівника, радіус домену значно збільшується. Підконтрольна зона також поширюється іншими вежами чарівника, магічними передатчиками та героями під контролем гравця. Глобальні чари можна викликати лише за допомогою майстра через книгу чарів, в головному ігровому інтерфейсі користувача; чари може накладати під час бою сам гравець або за посередництва героїв, які беруть участь у битві, або (за умови, що битва відбувається в межах їх домену) чарівника, який контролює будь-яку сторону, яка вступила в битву.

## Оцінки критиків
| Видання               | Оцінка        |
| --------------------- | ------------- |
| Computer Gaming World | [ 5 ]         |
| Game Informer         | 8.5 out of 10 |
| PC Gamer (США)        | 90%           |
| PC Zone               | 82/100        |

Краща якість звуку та відеографіки, різні побічні завдання від богів (одна з ігрових механік), збільшена кількість ігрових рас і варіантів білдів, а також дві великі кампанії для одного гравця переконали велику частину шанувальників першої гри — Age of Wonders, почати грати в Age of Wonders II: The Wizard's Throne; цьому також допомогло залучення членів спільноти HeavenGames до пропозицій, тестування та розробки гри. 
GameSpot нагородив Age of Wonders II другим місцем у червні 2002 року у рубриці «Комп'ютерна гра місяця».
Age of Wonders II була номінована на нагороду від PC Gamer US, як «Найкраща покрокова стратегія 2002 року», яку зрештою отримала інша гра: Combat Mission: Barbarossa to Berlin . Age of Wonders II також була фіналістом нагороди від The Electric Playground у 2002 році, як «Найкраща стратегічна гра для ПК», але програла іншій культовій грі: Warcraft III: Reign of Chaos . Гра посіла друге місце в щорічних нагородах від GameSpot, як «Найбільш покращене продовження на ПК» і «Найкраща гра, в яку ніхто не грав на ПК».

## Список використаної літератури
1. ↑  Good Old Games — 2008.
2. 1 2 3  Steam — 2003.
3. ↑  Humble Store
4. ↑  Age of Wonders II: The Wizard's Throne. GameFAQs.
5. ↑  McDonald, Thomas L. (September 2002). Age of Wonders II: The Wizard's Throne. Computer Gaming World. № 218. с. 86, 87.
6. ↑  Brogger, Kristian; McNamara, Andy. Strategy for Your Inner Nerd. Game Informer. Архів оригіналу за 11 серпня 2009. [Архівовано 2009-08-11 у Wayback Machine.]
7. ↑  Trotter, William R. Age of Wonders II. PC Gamer US. Архів оригіналу за 13 лютого 2008. [Архівовано 2008-02-13 у Wayback Machine.]
8. ↑  Anderson, Chris (4 серпня 2002). Age of Wonders II: The Wizard's Throne. PC Zone. Архів оригіналу за 2 грудня 2008.
9. ↑  ((The Editors of GameSpot PC)) (5 липня 2002). PC Game of the Month, June 2002. GameSpot. Архів оригіналу за 4 грудня 2002. Процитовано 2 квітня 2021.
10. ↑  Staff (March 2003). The Ninth Annual PC Gamer Awards. PC Gamer US. 10: 48—50, 54, 58, 60, 66, 68, 70.
11. ↑  Staff. Blister Awards 2002. The Electric Playground. Архів оригіналу за 8 березня 2003. Процитовано 4 жовтня 2018. [Архівовано 2003-03-08 у Wayback Machine.]
12. ↑  GameSpot Staff (30 грудня 2002). GameSpot's Best and Worst of 2002. GameSpot. Архів оригіналу за 7 лютого 2003.